# لانگیفولن
لانگیفولن (به انگلیسی: Longifolene) با فرمول شیمیایی C15H24 یک ترکیب شیمیایی است. که جرم مولی آن ۲۰۴٫۳۶ گرم بر مول می‌باشد. 